# Le Crocodile (projet de film)
Vous lisez un « bon article » labellisé en 2014.
Pour les articles homonymes, voir Le Crocodile.
Pour plus de détails, voir Fiche technique et Distribution.
Le Crocodile, d'abord intitulé La Baraka, est un projet de film comique français inabouti de Gérard Oury, d'après un scénario du même, de sa fille Danièle Thompson et de Josy Eisenberg. Gérard Oury tente de réaliser son projet de 1974 à 1976 avec, dans le rôle principal, Louis de Funès, puis de 1979 à 1980, avec l'acteur britannique Peter Sellers.
Prévu pour être la 5e collaboration du réalisateur avec Louis de Funès après les succès de Le Corniaud, La Grande Vadrouille, La Folie des grandeurs et Les Aventures de Rabbi Jacob, le film aurait raconté les aventures et mésaventures de Crochet, dictateur d'un pays imaginaire d'Amérique du Sud. À travers ces différentes péripéties, le film aurait dénoncé et caricaturé les régimes totalitaires de la fin du XXe siècle, comme l'avait fait Charlie Chaplin dans Le Dictateur avec la dictature d'Adolf Hitler, tandis que le nom du despote, « Crochet », devait rappeler le nom du dictateur Augusto Pinochet. L'histoire en elle-même rappelle celle du film de Chaplin.
Le projet a été abandonné à la suite des deux infarctus successifs de Louis de Funès les 21 et 30 mars 1975, alors que le tournage devait commencer le 14 mai, à Athènes, en Grèce. L'abandon du projet a pour conséquence la faillite de la société de production Films Pomereu.
Quelques années plus tard, Gérard Oury a tenté de tourner le film avec Peter Sellers, mais a mis définitivement fin à son projet à la mort brutale de l'acteur le 24 juillet 1980, d'un infarctus.

## Synopsis

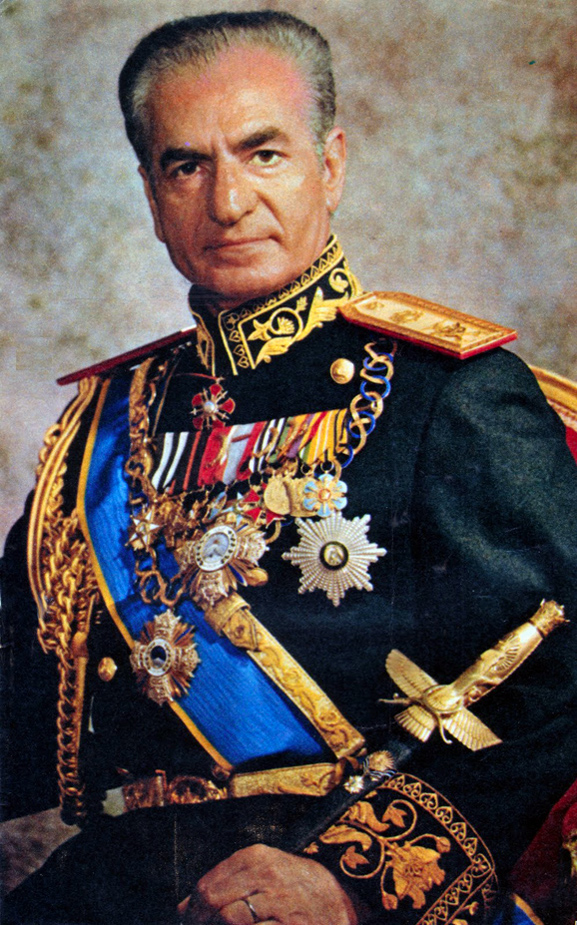
Mohammad Reza Pahlavi, dernier shah d'Iran.

Le colonel, général, ou capitaine Crochet règne en maître sur un pays imaginaire d'Amérique du Sud, ou même d'Europe du Sud puisque les colonels grecs ou Salazar au Portugal comptent parmi les inspirations d'Oury. Dans ce pays, en déconfiture économique, privation des libertés et révoltes font partie du lot quotidien. Subitement, Crochet voit tout s’effondrer autour de lui : tout comme Somoza au Nicaragua ou encore le shah d'Iran, les Américains finissent par le lâcher, les milliards qu'il avait cachés en Suisse s'évaporent, il est politiquement mort et sa popularité est naturellement au plus bas. Les problèmes viennent même de sa propre famille : son fils le trahit et passe à la gauche révolutionnaire, tandis que son épouse fomente une insurrection. Elle entretient en effet une liaison amoureuse avec le chef de la police, et veut l'installer à la place de son mari.
Pour renverser la situation, le dictateur organise lui-même une série de faux attentats sur sa propre personne. Ignorant que de vrais ont été préparés par sa femme, il passe héroïquement au travers des attentats sans suspecter leur dangerosité. Crochet n'est pas mort, mais sa femme fait de son amant le nouveau maître du pays. Tous deux le jettent en prison, en espérant qu'il se fasse massacrer par ceux qui s'y trouvent, car c'est lui qui les y a envoyés. Mais Crochet est fourbe et rusé : il change de camp et s'appuie sur ses ex-adversaires pour s'évader. Avec leur aide, il établit une dictature d'extrême-gauche en tout point semblable à celle d'extrême-droite qu'il exerçait une semaine auparavant,,,,.

## Projet initial, avec Louis de Funès

Principaux interprètes de la première tentative du projet (sélection)
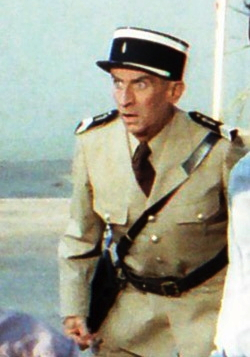
Louis de Funès, en 1978.
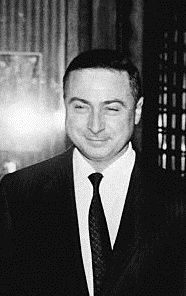
Gérard Oury, en 1960.
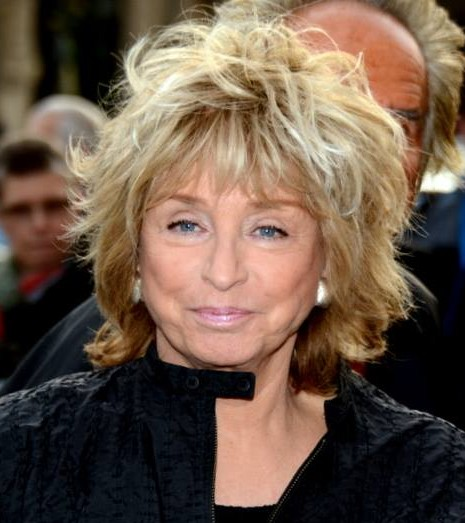
Danièle Thompson, en 2014.
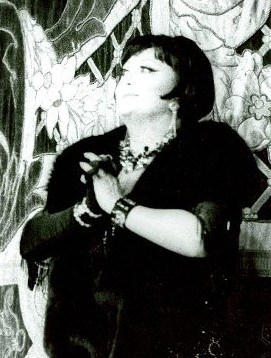
Régine Crespin lors de son dernier concert en 1987.
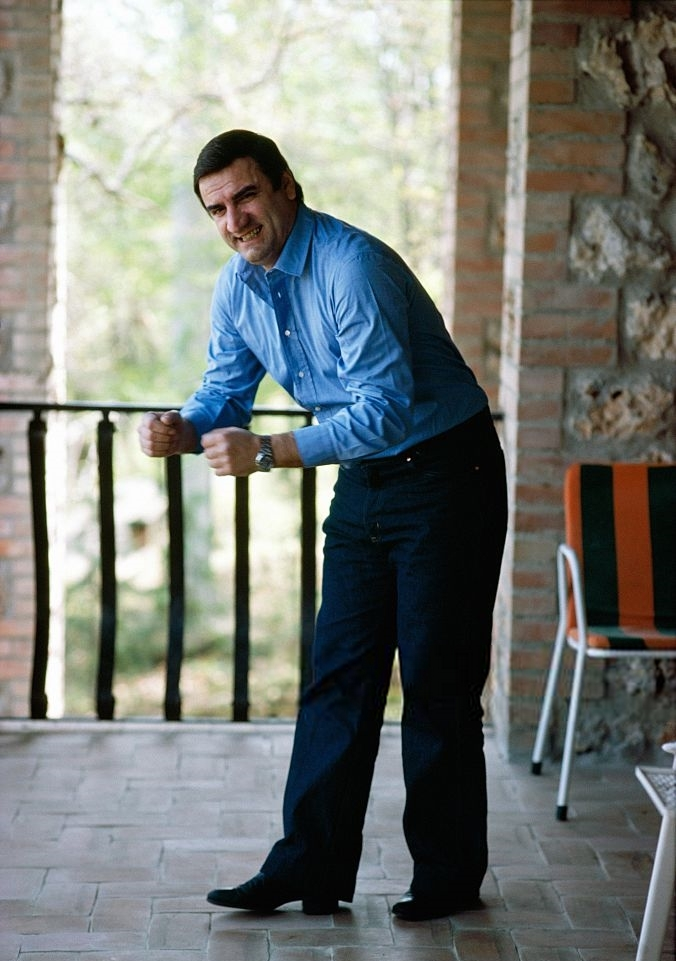
Aldo Maccione en 1970.

### Fiche technique
- Titre : Le Crocodile
- Réalisation : Gérard Oury
- Scénario, adaptation et dialogues : Gérard Oury, Danièle Thompson, Josy Eisenberg[note 3]
- Création des costumes : Jacques Fonteray
- Production : Bertrand Javal
- Sociétés de production : Films Pomereu
- Société de distribution prévue : AMLF
- Langue originale : français
- Genre : Comédie, aventure
- Lieux de tournages prévus : 
  -  France
  -  Grèce[C 1] : Athènes[C 2]
  -  Tunisie
  -  Nouveau-Mexique

### Distribution
- Louis de Funès : le dictateur Crochet
- Régine Crespin : Rita, l'épouse du dictateur[C 3]
- Aldo Maccione : le major Roméo, chef de la police, amant de la femme de Crochet[4],[C 4],[6]
- Charles Gérard : rôle indéterminé[4],[C 4],[6]

### Genèse
Le projet naît dans l'esprit de Gérard Oury en janvier-février 1974 en réaction aux critiques dont il est victime après la sortie de son film Les Aventures de Rabbi Jacob. En effet, parmi les rares critiques négatives — le film ayant été unanimement acclamé pour son message de tolérance — se trouvent celles des Cahiers du cinéma qui sont dans une période très politique. Leur critique est violente aussi bien pour le film que pour son réalisateur. C'est cette critique « gauchiste » qu'Oury va exploiter en partie pour le scénario du Crocodile. Il imagine alors s'inspirer du régime totalitaire de Jean-Claude Duvalier en Haïti. Pour le réalisateur, le film doit constituer un second opus sur l'intolérance, après Les Aventures de Rabbi Jacob.
Le 26 mars 1974, six mois après le triomphe en salles des Aventures de Rabbi Jacob, lors d'un dîner à la brasserie Lipp, Gérard Oury propose un nouveau film à Louis de Funès, provisoirement intitulé La Baraka. Il en raconte le synopsis à son acteur fétiche, ainsi qu'à son épouse et à Michèle Morgan : les aventures du colonel Crochet, dictateur d'un pays imaginaire. Oury narre ce dîner dans son autobiographie Mémoires d'éléphant :

« Déconfiture économique, privation des libertés, la révolte gronde et façon Somoza au Nicaragua ou shah d'Iran, les Américains larguent un président à vie politiquement mort. « Baby-Crochet » trahit son papa et passe à la gauche révolutionnaire, tandis que Mme Crochet fomente une insurrection car elle couche avec le chef de la police et veut l'installer à la place de son mari. « Alors ? », demande Louis. Il m'écoute, fourchette en l'air. Jeanne et Michèle aussi. Leurs choucroutes refroidissent dans les assiettes. Je continue : « Alors pour renverser la situation, Louis, tu organises contre toi-même une série de faux attentats, ignorant que de vrais attentats ont été préparés et tu passes au travers des vrais en croyant qu'ils sont faux : bombes, fusils à lunettes, grenades, tout vole en éclats, tout s'effondre autour de toi. Une maison s'écroule : « C'est une fausse explosion ! », glisses-tu à ta femme, épatée par tant d'héroïsme. […] Donc, elle te dégomme, faisant de son amant le nouveau maître du pays. Tous deux te jettent en prison, espérant que tu vas te faire massacrer par ceux qui s'y trouvent : c'est toi qui les y as fourrés. Mais Crochet est une ordure intelligente. Il retourne sa veste et ses ex-adversaires, s'appuie sur eux, s'évade et avec leur aide rétablit une dictature en tout point semblable à celle qu'il exerçait une semaine auparavant. À ceci près : le drapeau a changé de couleur ! »

— Gérard Oury, Mémoires d'éléphant, 1988.
Lors de ce même dîner, Gérard Oury lui explique aussi avoir choisi la cantatrice Régine Crespin, qui n'a encore jamais fait de cinéma, pour interpréter l'épouse de Crochet,,. Louis de Funès donne alors son accord pour le film. Deux mois plus tard, le 4 mai 1974, il signe, dans le bureau du producteur Bertrand Javal, entouré de journalistes invités par Georges Cravenne, le contrat pour le film. Le même jour, France-Soir livre le pitch du film, d'ailleurs très éloigné de la véritable histoire, raconté par le réalisateur lui-même :

« On le verra (Louis de Funès) dans le rôle d'un industriel richissime doublé d'un financier. Ses propres banques contrôleront ses usines d'aviation dont les avions surveilleront ses tankers s'approvisionnant à ses puits de pétrole. Totalement stérilisé par sa fortune, négligeant sa famille et ses amis pour ne s'intéresser qu'à ses affaires, vivant dans la peur d'être kidnappé, notre héros aura son existence complètement chambardée à la suite de circonstances exceptionnelles — que je ne peux révéler car c'est la clé de l'histoire. »

— Gérard Oury pour France-Soir, le 4 mai 1974

### Développement
Commence alors un long travail. Pendant un an, Gérard Oury consulte parfois de Funès pour parler des gags, des personnages et la distribution tandis qu'il peaufine le scénario avec sa fille Danièle Thompson.

Drapeau de la Grèce sous la Dictature des Colonels.

En juillet 1974, Konstantínos Karamanlís, en exil à Paris, rétablit en Grèce la démocratie et les libertés, le pays étant depuis 1967 sous la Dictature des colonels. Gérard Oury et sa fille partent alors y faire des repérages, notamment à Athènes. Gérard Oury est reçu par Geórgios Rállis, le ministre de l'Intérieur, qui, en l'espace d'une demi-heure, règle tout pour mettre à disposition pour le tournage des effectifs de police, des casernes, des palais nationaux et du matériel militaire, dont notamment des chars. Le gouvernement grec est en fait très intéressé par l'idée de tourner en dérision le régime précédent qui, depuis 1967, assujettissait la Grèce,.
Louis de Funès avait par ailleurs déjà joué des rôles de militaires, dont un général hispanophone, dans Mission à Tanger en 1949 et, bien sûr, le rôle de Cruchot, maréchal des logis-chef, dans la série de films Le Gendarme.

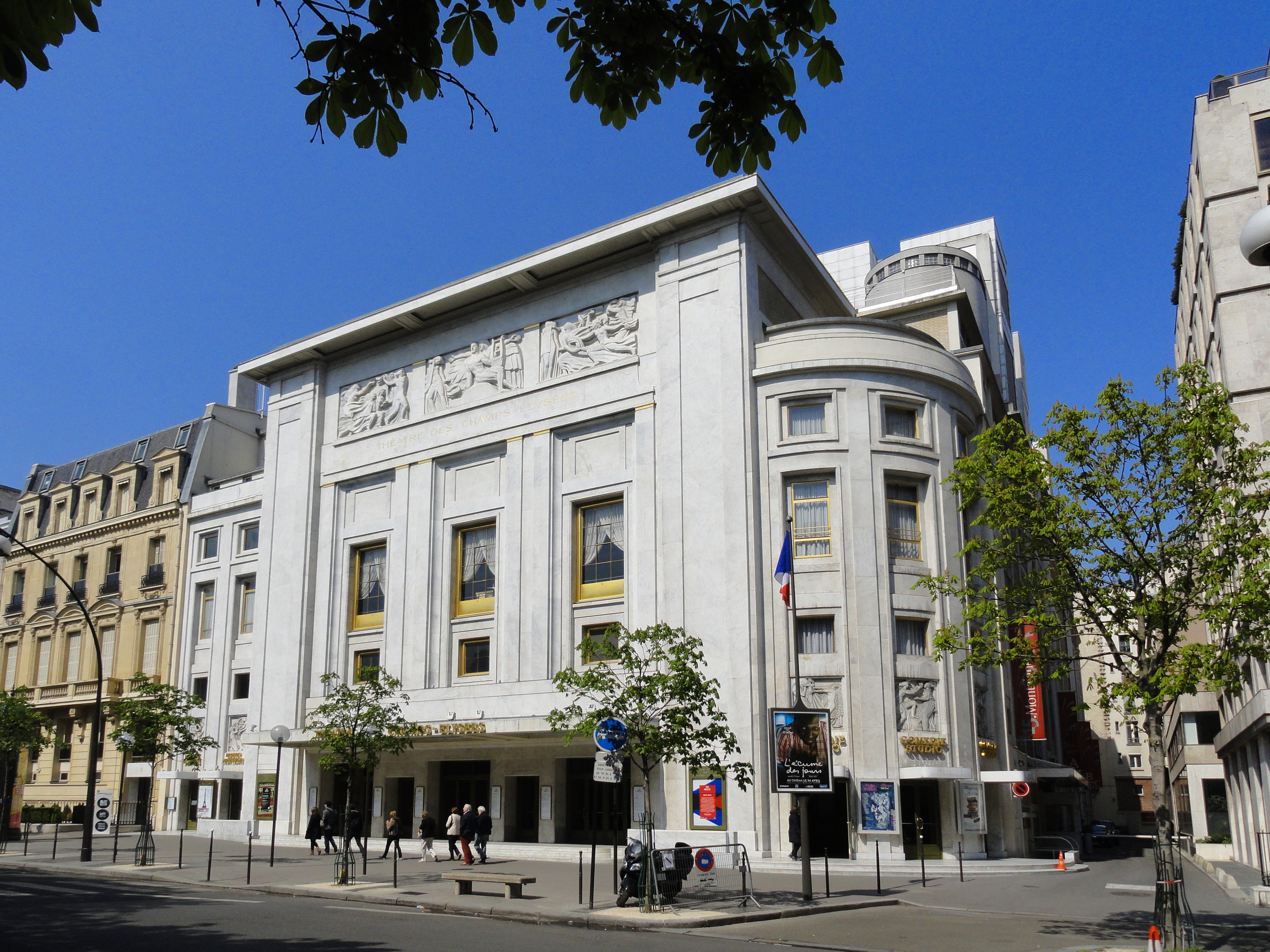
La Comédie des Champs-Élysées, où Louis de Funès joue La Valse des toréadors.

Louis de Funès, après les quatre-vingt-douze représentations de La Valse des toréadors à la Comédie des Champs-Élysées, prend du repos pour se préparer au Crocodile,. Il a déjà frôlé un malaise lors d'une représentation, ce qui l'a conduit à ne pas assurer les cents représentations prévues et de n'en faire que quatre-vingt-douze. La dernière représentation a eu lieu le 25 avril 1974, ce sera finalement la dernière fois qu'il montera sur les planches,. Il déclare à la presse : « Cette immense fatigue que j'ai dû surmonter, c'est une sonnette d'alarme. Il faut avoir la sagesse de l'écouter ».
La création des costumes est confiée à Jacques Fonteray, qui avait précédemment conçu les costumes de La Folie des grandeurs et qui travaillera à nouveau pour Oury pour Le Coup du parapluie, L'As des as et Lévy et Goliath.
Aldo Maccione et Charles Gérard, sortis du succès de L'aventure c'est l'aventure de Claude Lelouch, font partie du casting,,. Gérard Oury songe à confier un rôle à l'humoriste Thierry Le Luron, qui n'a jamais fait de cinéma et adorerait tourner avec Louis de Funès.
Durant l'été 1974, le producteur allemand Horst Wendlandt serait venu à Paris pour négocier pour sa société de distribution Tobis Film (de) les droits d'exploitation du futur film en RFA, tout en acquérant les droits de La Grande Vadrouille (détenus par Constantin Film et expirant en septembre 1974).
Le tournage doit débuter le 14 mai 1975,, à Athènes. Bertrand Javal, sa société de production Films Pomereu et AMLF font partie du projet.
Le 19 mars 1975, Louis de Funès déjeune avec Gérard Oury à la brasserie La Lorraine afin de régler quelques détails et pour peaufiner la distribution.

### Arrêt du projet

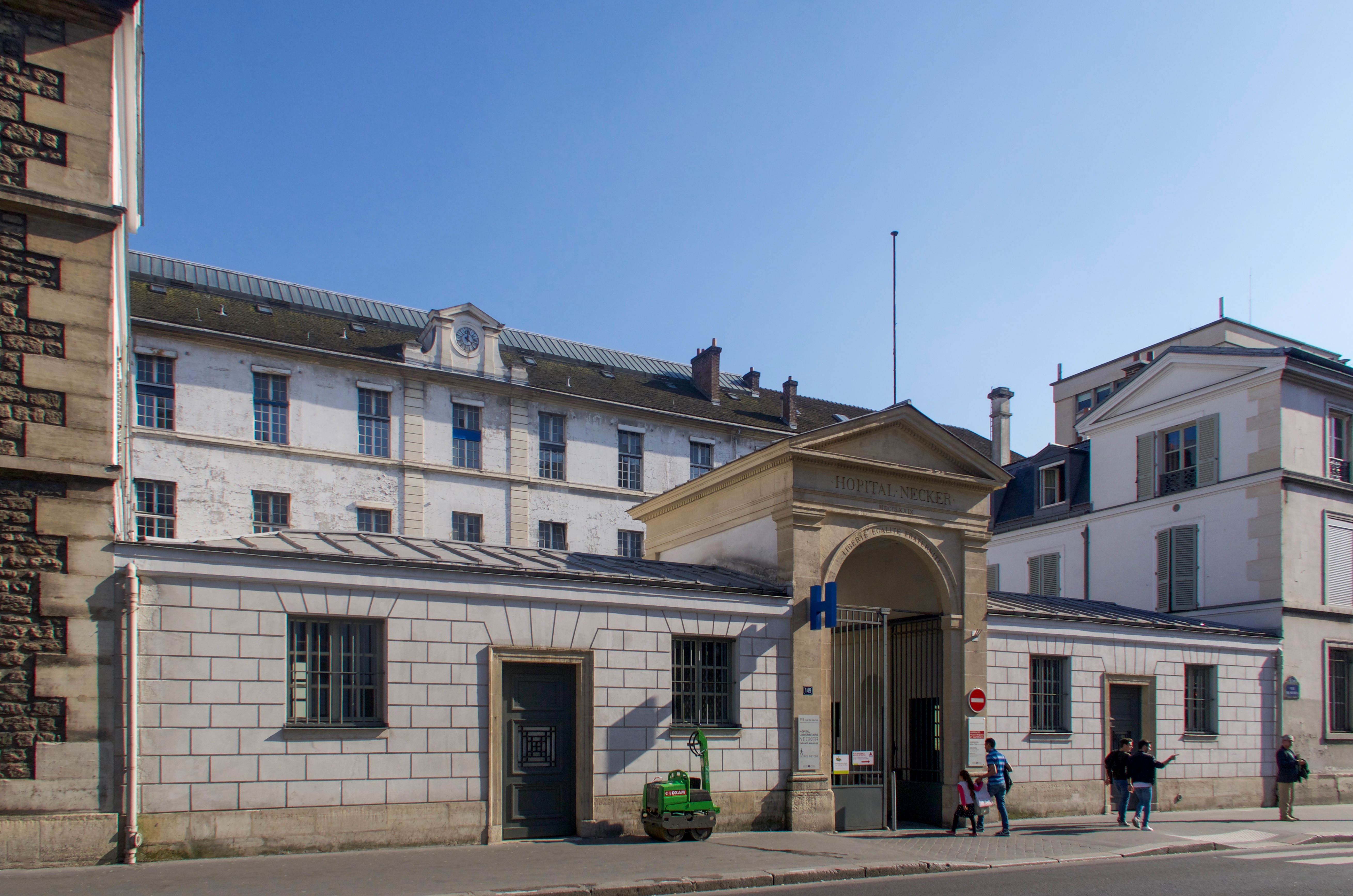
L'hôpital Necker à Paris, où Louis de Funès subit son deuxième infarctus, reprend lentement ses forces et manque de se faire escroquer.

Le 21 mars 1975, Louis de Funès s'effondre dans son appartement parisien, victime d'un infarctus,,,, deux mois avant le début du tournage. Le 30 mars 1975, il est à nouveau frappé par un deuxième infarctus, bien plus sérieux. Le projet est donc mis de côté, alors que la pré-production est à un stade très avancé. Une pré-affiche paraîtra dans le magazine Le Film français le 11 avril 1975,, et quelques costumes étaient déjà en préparation.
Les médecins annoncent à Louis de Funès qu'il ne pourra plus jamais retourner sur scène, pointant du doigt les quatre-vingt-douze représentations de la pièce La Valse des toréadors qui l'ont sérieusement fatigué. Cette annonce le plonge dans une profonde dépression.
Gérard Oury, qui est aussi un grand ami de Louis de Funès, lui rend plusieurs fois visite et lui téléphone tous les jours. Aussi, il déclare à la presse :

« J'ai écrit pour Louis — qui est mon ami depuis dix ans — un scénario dans lequel chaque clin d'œil, chaque geste, chaque gag, lui est tout spécialement destiné. Son rôle n'est pas une houppelande que l'on peut maintenant jeter sur les épaules d'un autre comédien. Il faudrait, pour remplacer Louis, des remaniements considérables. [...] La maladie de Louis — qui m'a bouleversé sur le plan amical — me fait perdre un an et demi de ma vie professionnelle. Mais j'ai d'autres idées de sujet, d'autres projets, d'autres contrats signés. Mon vœu le plus cher reste néanmoins de pouvoir travailler avec Louis de Funès. »

— Gérard Oury pour France-Soir, le 17 juillet 1975.

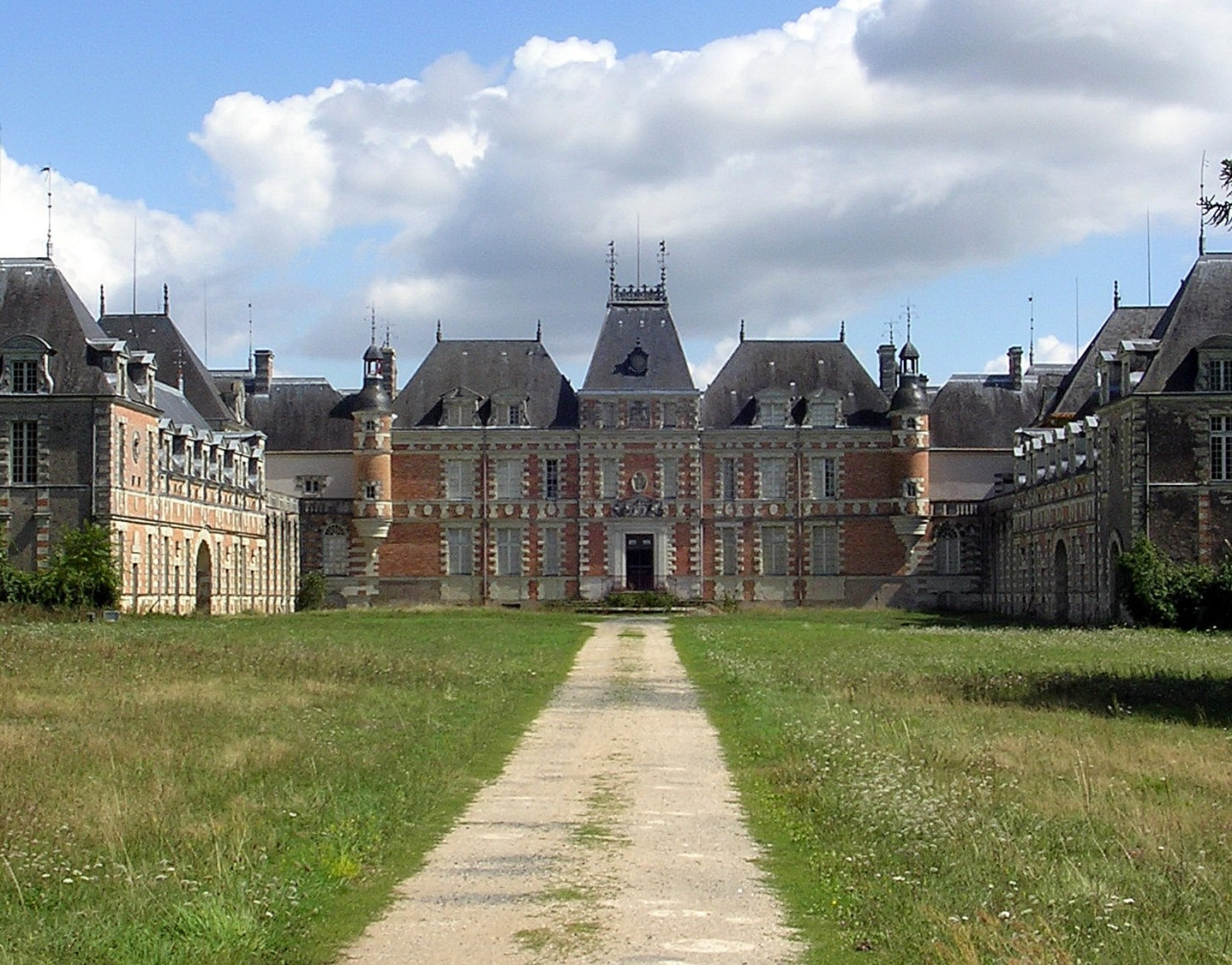
Le château de Clermont (vu de la façade Nord-Ouest), propriété de Louis de Funès, où il se repose ensuite.

Après avoir consulté le scénario du Crocodile, les médecins déclarent trouver la comédie trop physique et trop « dangereuse » pour l'acteur, encore très faible : trop de lieux de tournages différents, trop de cascades, trop de scènes difficiles. Louis de Funès annonce tout de même qu'il tournera avec Gérard Oury en 1977, en exécution d'un contrat avec André Génovès, s'il ne « lui écrit pas Ben-Hur ». En réalité, il ne tournera plus avec lui, Les Aventures de Rabbi Jacob restera leur dernière collaboration.
Les pertes financières s'élèvent déjà à plusieurs millions de francs, alors que le projet n'est encore que mis de côté : la production doit rembourser les trente techniciens déjà engagés pour le tournage. Quant aux quelques interprètes qui avaient signé leur contrat (à sept semaines du tournage, tous les rôles n'étaient pas encore distribués), ils acceptent le principe d'un report de film, en attendant que l'acteur principal se rétablisse.
Pour assurer quelques recettes de fin d'année et pour faire tourner sa société de production, Bertrand Javal produit alors Cousin, Cousine de Jean-Charles Tacchella, coécrit par Danièle Thompson,. Le film est un succès, est nommé dans plusieurs catégories à la première cérémonie des César et remporte un César de la meilleure actrice dans un second rôle pour Marie-France Pisier. Sa réussite est même internationale puisqu'il est nommé aux Oscars et aux Golden Globes, aux États-Unis. Malgré ce succès, la société de Bertrand Javal, Films Pomereu, ne se remettra jamais financièrement de l'abandon du projet du Crocodile et tombera en liquidation judiciaire deux ou trois ans après,.
Lors de son séjour à l'hôpital, Louis de Funès a d'ailleurs été victime d'une tentative d'escroquerie. Le 2 juillet 1975, un représentant de Films Pomereu se présente à l'hôpital Necker, où l'acteur est en convalescence, et lui fait signer ce qu'il présente comme « des papiers pour la compagnie d'assurances ». Quelques jours plus tard, en étudiant le double des pièces, Louis de Funès comprend qu'il s'agit en vérité d'un nouveau contrat : s'il venait à mourir à la fin de l'année 1976, le producteur toucherait 6,75 millions de francs. Il porte plainte pour extorsion de signature et escroquerie, plainte qui sera connue quelques mois plus tard seulement, lorsqu'il sera convoqué par un juge d'instruction. L'affaire n'aboutira pas, Films Pomereu étant tombé en faillite.

### Après l'arrêt du projet
Après s'être rétabli de son double infarctus, Louis de Funès, adorant le scénario, n'a pas envie de lâcher prise et aspire à tourner le film. Mais l'acteur étant très affaibli, les assureurs ne veulent pas prendre le risque d'assurer le film et le projet est abandonné, après plus d'un an et demi de travail.
Louis de Funès réapparaîtra en 1976 dans L'Aile ou la Cuisse grâce à Christian Fechner, qui réussit, non sans mal, à conclure un contrat d'assurance pour le tournage,.
Gérard Oury, quant à lui, se lance ensuite dans la réalisation d'un film avec son ami Lino Ventura (qu'il n'avait jamais fait tourner) dans lequel il devait incarner un chef d'orchestre français qui se « trouve embarqué dans une dramatique aventure » et qui devait s'associer avec un policier américain. Le policier américain devait être joué par un acteur bankable de l'époque (Gérard Oury a notamment proposé le rôle à Al Pacino et Sylvester Stallone) et le film, intitulé L'Entourloupe, aurait dû être une coproduction franco-américaine, à l'instar du Cerveau. Mais le projet, tout comme celui du Crocodile, n'a abouti à rien.
À la suite de l'échec de ces deux projets, Gérard Oury se consacre à l'écriture d'une pièce, Arrête ton cinéma, qui sera un échec critique et public en 1977 puis se remet au cinéma en réalisant La Carapate, qui sort en 1978.
En 1982, deux ans après que le projet a été brièvement relancé pour Peter Sellers, Louis de Funès, pendant la postsynchronisation du film Le Gendarme et les Gendarmettes (son dernier film), croise, dans les studios, Gérard Oury qui dirige la postsynchronisation de L'As des as. Les deux hommes discutent du Crocodile, et sont tentés de relancer le projet. Oury parle même à Louis de Funès d'une nouvelle mouture du scénario qui tiendrait compte de son état de santé, son jeu étant devenu beaucoup moins physique depuis son infarctus. Au détour d'un interview lors de la promotion de L'As des as, Oury dit encore que réaliser enfin Le Crocodile n'est pas exclu, et laisse le secret sur l'acteur auquel il pense avec sa fille. Mais le décès de Louis de Funès le 27 janvier 1983, d'un troisième infarctus, coupe court à leur enthousiasme et met définitivement un terme au projet.

## Seconde tentative, avec Peter Sellers

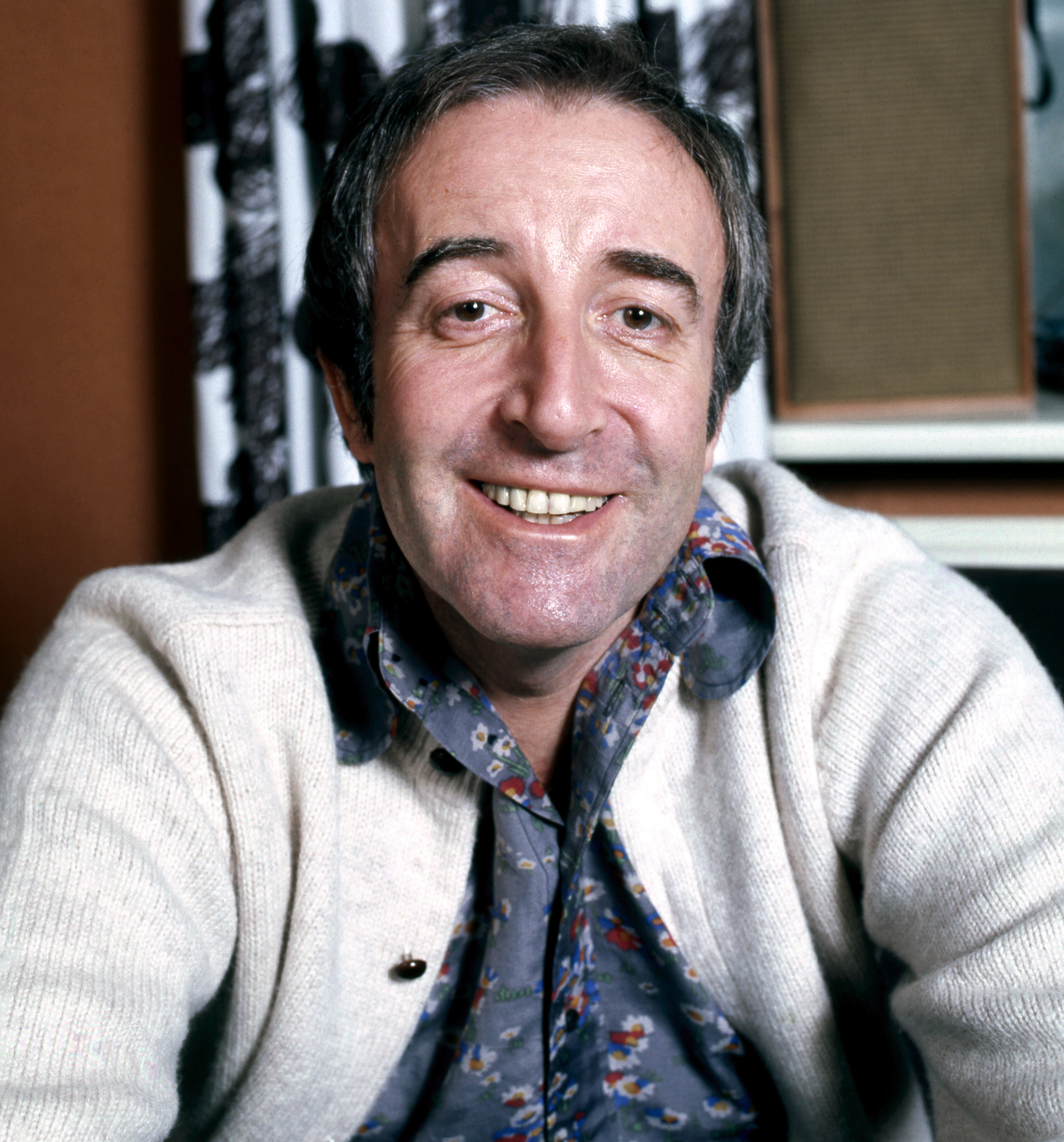
Peter Sellers en 1973.

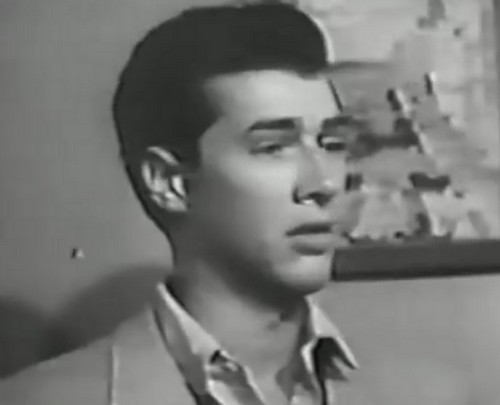
Jim Moloney en 1953.

Quatre ans après l'arrêt du projet, Gérard Oury, lors d'un cocktail, a l'occasion de discuter avec Peter Sellers, auquel il avait proposé le rôle-titre du film Le Cerveau (le rôle a finalement été joué par David Niven), et lui parle du Crocodile. Celui-ci est partant pour jouer le rôle principal. Oury travaille avec le scénariste Jim Moloney, qui vient d'écrire pour l'acteur Le Complot diabolique du docteur Fu Manchu, sur une version « plus américaine » du scénario. Ainsi, les registres de l'United States Copyright Office mentionnent une version du scénario de 130 pages, datée du 15 janvier 1980 et co-écrite par Oury, Moloney et Danièle Thompson. Mais le décès de Peter Sellers, le 24 juillet 1980, d'un infarctus, met définitivement fin au projet,. Trois infarctus pour un seul film, Gérard Oury est consterné : « Ça fait quand même un peu beaucoup ! ». Sa fille prend peur et l'avertit « Jamais deux sans trois : la prochaine fois, ce sera toi. Je ne veux pas que tu fasses le film ».
Oury abandonne le projet, même s'il tenta de le relancer en évoquant Coluche dans le rôle principal.

### Fiche technique
- Titre anglophone : The Crocodile ou Gerard Oury’s The Crocodile[24]
- Réalisation : Gérard Oury
- Scénario, adaptation et dialogues : Gérard Oury, Danièle Thompson, Jim Moloney
- Production : Trinacra Films[24]
- Langues originales : français et anglais
- Genre : Comédie, aventure

### Distribution
- Peter Sellers : le dictateur Crochet

## Autour du projet

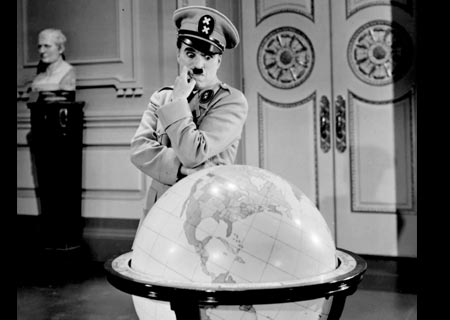
Charlie Chaplin, dans Le Dictateur.

Le projet rappelle le film Le Dictateur de Charlie Chaplin, notamment par le simple fait qu'ils abordent la dictature sur un thème comique. Louis de Funès avait d'ailleurs été comparé à Chaplin par des critiques du journal britannique The Times, au début de sa carrière.
Tout comme Les Aventures de Rabbi Jacob avec les conflits entre arabes et juifs, Le Crocodile aborde un sujet qui, dans les années 1970, est très d'actualité : la dictature. En effet, à cette époque, un grand nombre de pays était dirigé par des dictateurs : Fidel Castro à Cuba, Somoza au Nicaragua, Pinochet au Chili, Bébé Doc à Haïti, Franco en Espagne (celui-ci meurt quelques mois après l'infarctus de Louis de Funès), Geórgios Papadópoulos en Grèce (destitué en 1974), Salazar puis Marcelo Caetano au Portugal (renversé par la révolution des Œillets en 1974) ou encore Enver Hoxha en Albanie.
À noter que Peter Sellers et Louis de Funès avaient tous deux joué le rôle du général autoritaire de la pièce de théâtre La Valse des toréadors de Jean Anouilh. Sellers l'avait interprété dans le film Les Femmes du général, en 1962, adapté de la pièce. Louis de Funès avait quant à lui incarné ce général au théâtre entre 1973 et 1974, lors de sa dernière performance sur scène,.
En 1985, le réalisateur Philippe de Broca tourne un film intitulé Le Crocodile, qui n'a aucun rapport avec le projet d'Oury ; le film sort l'année suivante, finalement sous le titre La Gitane.

### Citations originales
1. 1 2 3  Durant 2012 : « Tournage prévu à compter du 14 mai 1975. On va rire. Le 21 mars 1975, Louis [de Funès] est foudroyé par une attaque cardiaque. On ne rit plus. »
2. 1 2  Oury 1988, p. 284 : « Nous commençons dans moins de deux mois, peut-être pourras-tu faire un saut à Athènes pour le début du tournage ? »
3. 1 2  Oury 1988, p. 282 : [Louis de Funès demande] « Qui vois-tu dans le rôle ma femme ? » Je prends un temps, sûr de mon effet : « Régine Crespin » « La grande cantatrice ? » Surpris, ils ont posé la question presque ensemble. Michèle [Morgan] ajoute : « Tu crois qu'elle acceptera ? » « Elle a accepté, dis-je. Elle formera avec Louis un couple fabuleux » et j'enchaîne : « Donc, Régine Crespin te dégomme, faisant de toi... »
4. 1 2 3  Solo 2014 : « il [Gérard Oury] propose également d'enrôler Charles Gérard et Aldo Maccione, qui viennent de triompher dans L'aventure c'est l'aventure de Claude Lelouch (1972) ».
5. 1 2  Dicale 2009 : « Seuls ou presque, les Cahiers du cinéma, qui sont dans la période la plus uniformément "rouge" de leur histoire, traînent dans la boue Oury et son film. Le réalisateur puisera dans la violence de la critique gauchiste une part de l'inspiration de son prochain scénario, [celui du Crocodile]. »
6. ↑  Solo 2014 : « Face à l'enthousiasme de Louis de Funès, Oury et sa fille Danièle Thompson peaufinent le scénario, puis partent faire des repérages en Grèce, où vient tout juste de s'achever la dictature des colonels. »
7. 1 2  De Funès : 100 ans de rire (2014), film documentaire réalisé par Matthieu Allard, diffusé sur D8 :
Voix off : « Sitôt le film achevé [Rabbi Jacob], Louis de Funès donne son accord à Gérard Oury pour tourner dans son prochain film, Le Crocodile. Il doit y incarner un dictateur de régime totalitaire. En attendant en mai 1975, Louis triomphe au théâtre dans La valse des toréadors. Le rythme est effréné. Louis va dépenser une énergie physique impressionnante. Mais à 3 mois de commencer le tournage du Crocodile, il éprouve de terribles douleurs dans la poitrine. Transporté à l'unité de soins intensifs de l'hôpital Necker à Paris, il se voit diagnostiquer un léger malaise cardiaque. Mais une semaine plus tard, le 30 mars 1975, l'acteur est frappé par un second infarctus bien plus sérieux. Celui qui a tant donne de sa personne sur les plateaux et les planches paye des années de rythme intensif. Louis de Funès ne doit plus tourner. »
Michel Galabru : « Il a eu cette attaque. Le cœur a lâché. Il se donnait à fond. »
Voix off : « Condamné au repos force et très amaigri physiquement, il se ressource chez lui, au château du Cellier, près de Nantes. Il s'adonne à sa passion de toujours, le jardinage. »
Louis de Funès (images d'archives) : « J'ai eu une histoire cardiaque un peu sévère, paraît-il. C'est ici que je me sens vraiment bien, au Cellier. »
8. ↑  Oury 1988, p. 284 : « Avant-hier [le dialogue se déroule le 21 mars], nous avons déjeuné ensemble à La Lorraine... »
9. ↑  Extrait de « Louis De Funès : un drôle de gendarme à Saint-Tropez », sur Var-Matin, 7 janvier 2013 (consulté le 23 juillet 2014) : « Au printemps 1974, Richard Balducci travaille au cinquième épisode [de la série du Gendarme] : Le Gendarme à l'exercice. Le tournage est prévu au début de l'été de l'année suivante. Mais le 21 mars 1975, Louis de Funès s'effondre dans son château, victime d'un infarctus. Tous ses projets - dont Le Crocodile de Gérard Oury - sont annulés. ».
10. ↑  Extrait de « Louis De Funès : hommage à l'acteur mort il y a 30 ans », sur LCI, 28 janvier 2013 (consulté le 23 juillet 2014) : « tandis qu'il se prépare pour la comédie physique Le Crocodile d'Oury, son cœur lâche à deux reprises ».
11. ↑  (en) « About Louis De Funès », sur mtv.com (consulté le 10 décembre 2014) :
« In 1975, Gérard Oury turned again to Louis de Funès for a film entitled Le Crocodile, in which he was to play the role of a South American dictator. But in March 1975, de Funès was hospitalized for heart problems and forced to take a rest from acting. Le Crocodile was canceled. »
12. ↑  (en) « Christian Fechner Biography », sur imdb.com (consulté le 10 décembre 2014) :
« Producer Christian Fechner managed to bring Louis de Funès back for a movie under unusual conditions. (After Louis' two heart attacks in 1975, not a single insurance company was able to insure a film shoot with him anymore). The Wing or the Thigh, The Spat (La Zizanie), L'Avare and La Soupe aux choux (1981)... »
13. ↑  Laurence Aiach, « Christian Fechner est mort : Clap de fin pour un producteur passionné. Il avait 64 ans. », sur Gala.fr, 26 novembre 2008 (consulté le 10 décembre 2014) :
« Quelques années plus tard, il soutient envers et contre tous Louis de Funès. À la suite d'un infarctus, le comédien ne peut plus tourner, les assurances ne veulent plus le couvrir. Qu'à cela ne tienne, Christian Fechner prend le risque et accepte de produire L'Aile Ou La Cuisse avec Coluche. Il réitère en 1980 avec L'Avare et en 1981 avec La Soupe Aux Choux. »
14. ↑  Philippe Lombard, « Le Complot diabolique du Dr Fu Manchu (1980) », sur devildead.com, 31 octobre 2013 (consulté le 23 juillet 2014) : « Après Le Complot diabolique du Dr. Fu Manchu, Peter Sellers, bien qu'affaibli, a d'autres projets : The Romance of the Pink Panther sans Blake Edwards mais avec Clive Donner (Quoi de neuf, Pussycat ?), et Le Crocodile que Gérard Oury avait d'abord écrit pour Louis de Funès. Mais le 24 juillet 1980, le cœur de l'acteur lâche. ».